# Carl Wesle
Carl (auch Karl) Wesle (* 26. Januar 1890 in Straßburg; † 22. Oktober 1950 in Jena) war ein deutscher Germanist und Hochschullehrer.

## Leben und Wirken
Nach seiner Reifeprüfung am Humanistischen Gymnasium in Straßburg 1907 studierte Wesle Germanistik, Anglistik und Romanistik an den Universitäten Straßburg, Berlin (1908/09) und Oxford (1910). 1912 promovierte er an der Universität Straßburg im Bereich Germanistik. Von 1912 bis 1913 arbeitete er als Lektor für deutsche Sprache an der Universität Aberdeen. Nach dem Kriegsdienst im Ersten Weltkrieg habilitierte er sich 1920 an der Universität Frankfurt für Deutsche Philologie und lehrte hier bis 1922 als Privatdozent. Von 1922 bis 1929 lehrte er dann an der Universität Jena und wurde hier 1924 außerordentlicher Professor. 1929 erhielt er einen Ruf auf ein Ordinariat an der Christian-Albrechts-Universität zu Kiel und war hier Direktor des Germanistischen Seminars. Als er sich 1933 in seiner Eigenschaft als Dekan der Philosophischen Fakultät für den von der nationalsozialistischen Studentenschaft angegriffenen Germanisten Wolfgang Liepe eingesetzt hatte, wurde er abgesetzt und musste 1934 die Universität Kiel verlassen. Bis 1935 lehrte er als Ordinarius an der Universität Bonn, von 1935 bis 1950 dann an der Universität Jena.
Forschungsschwerpunkt von Carl Wesle ist die Germanistische Mediävistik.

## Schriften
- Die althochdeutschen Glossen des Schlettstadter Codex zu kirchlichen Schriften und ihren Verwandten (= Untersuchungen zur deutschen Sprachgeschichte, Bd. 3). Trübner, Straßburg 1913 (Dissertation Universität Straßburg).
- Der Donauübergang im älteren Nibelungenepos. In: Beiträge zur Geschichte der deutschen Sprache und Literatur, Bd. 46 (1922), S. 231–247.
- Überlieferung und Textkritik von Wernhers Maria. In: Zeitschrift für deutsches Altertum, Bd. 62 (1923), S. 151–179.
- Frühmittelhochdeutsche Reimstudien (= Jenaer germanistische Forschungen, Bd. 3). Frommann, Jena 1925.
- Brünhildlied oder Sigfridepos? In: Zeitschrift für deutsche Philologie, Bd. 51 (1926), S. 33–45.
- (Hrsg.): Priester Wernhers Maria. Bruchstücke und Umarbeitungen. Niemeyer, Halle/S. 1927 (2. Aufl. Niemeyer, Tübingen 1969).
- (Hrsg.): Das Rolandslied des Pfaffen Konrad (= Rheinische Beiträge und Hülfsbücher zur germanischen Philologie und Volkskunde, Bd. 15). Klopp, Bonn 1928 (3. Aufl., besorgt von Peter Wapnewski. Niemeyer, Tübingen 1985, ISBN 3-484-20169-X).
- Mörike, der junge Dichter. In: Ernst Vincent (Hrsg.): Festschrift für Albert Leitzmann (= Jenaer germanistische Forschungen, Sonderband 2). Frommann, Jena 1937, S. 104–124.
- (Mithrsg.): Mittelhochdeutsches Lesebuch. Reyher, Gotha 1949.